# Hevszureti
Hevszureti vagy Hevszuria (grúzul ხევსურეთი , jelentése: a völgyek földje) Grúzia egyik történelmi-etnikai régiója, az ország északkeleti részén, a Nagy-Kaukázusban. Ma a Mcheta-Mtianeti (მცხეთა-მთიანეთი) közigazgatási egység része. A téli lakossága mintegy 3200 ember (2010-es évek). A nagyobb települések (falvak) Barisakho és Shatili.
A régióról a történeti források hiánya akadályozza Hevszureti korai történelmének pontos megállapítását. A kereszténységet Tamara királynő alatt vette fel a lakosság, a 12. században, de inkább annak egy szinkretista formája jött létre a helyi, hegyi pogány hiedelmek és az ortodox kereszténység között. A terület hosszú ideig el volt vágva a világtól, míg végül a 20. század első felében utat építettek ide.

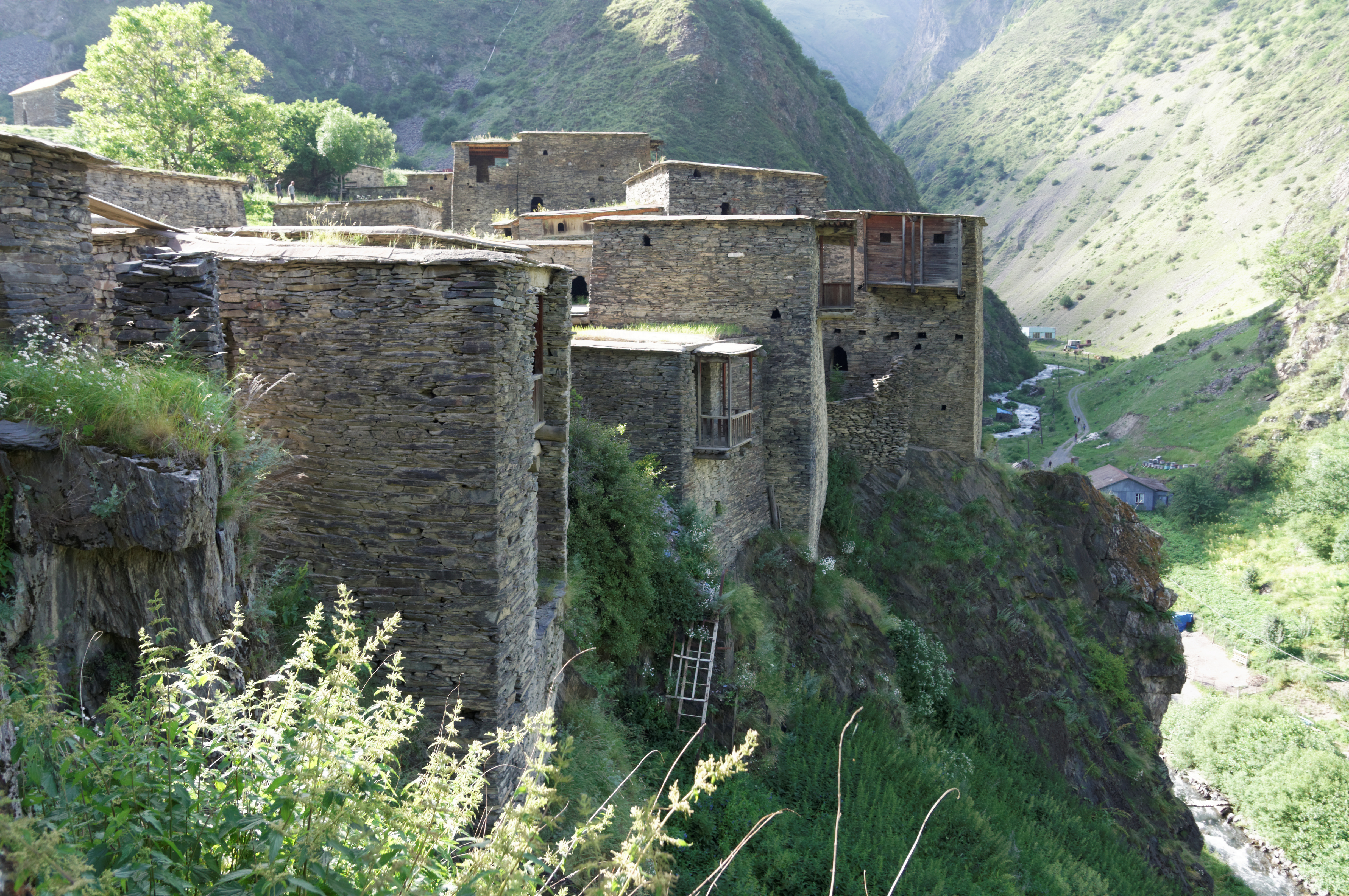
Satili erődfaluja
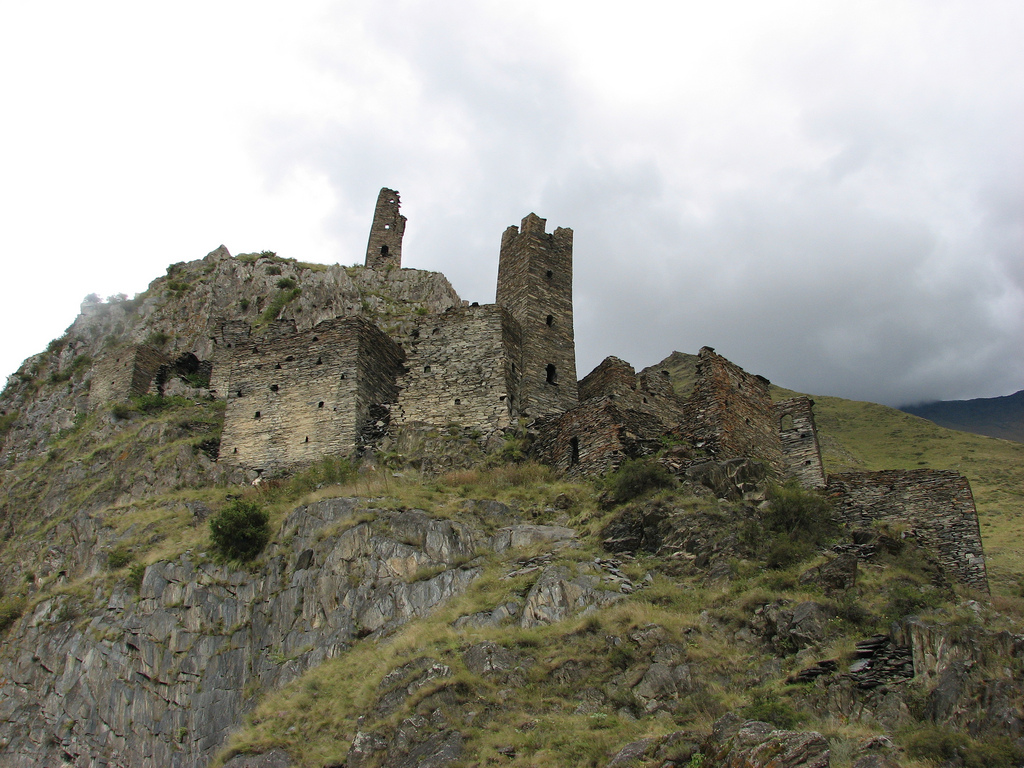
Moutso faluja feletti romok
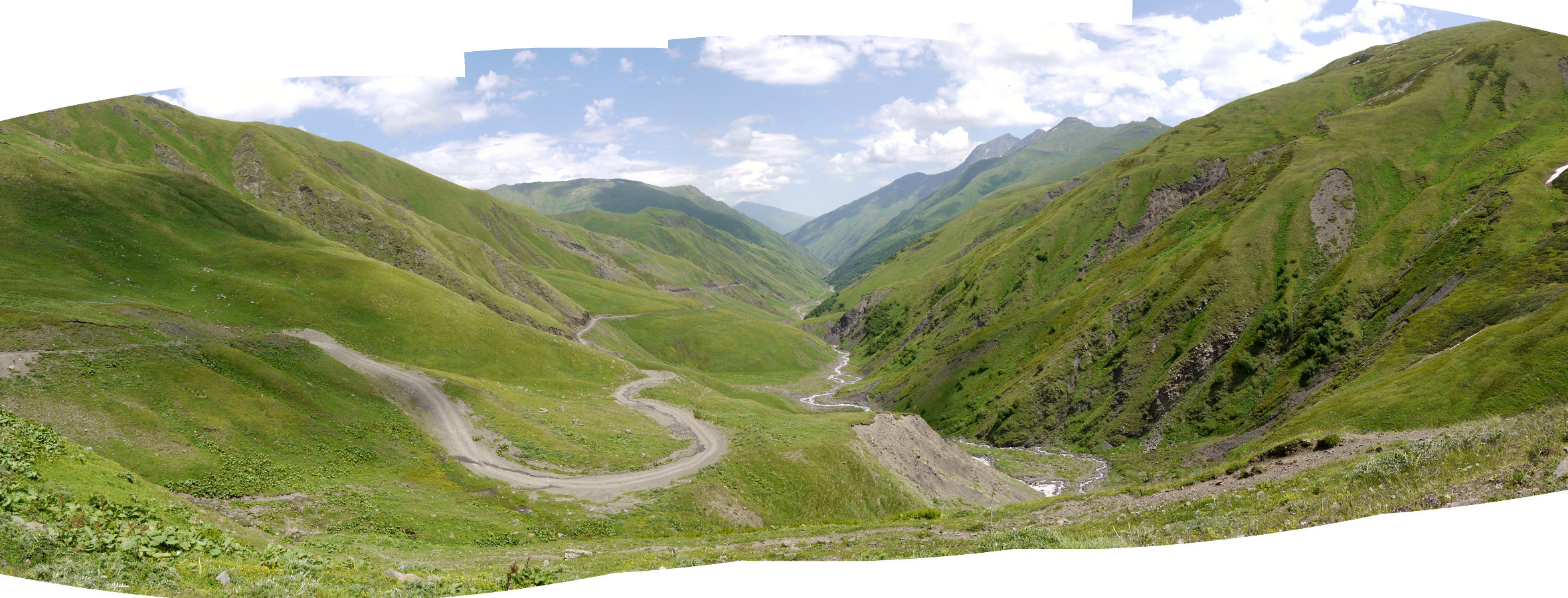
Az Argun-völgy
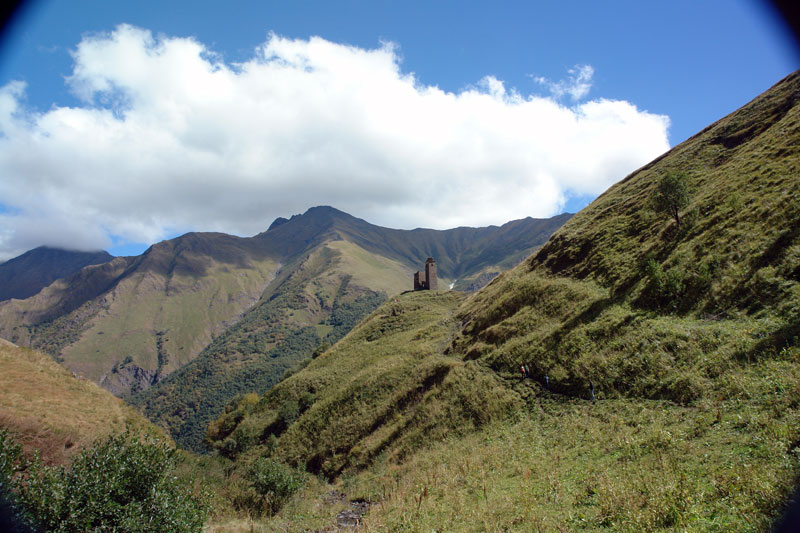
Tájkép
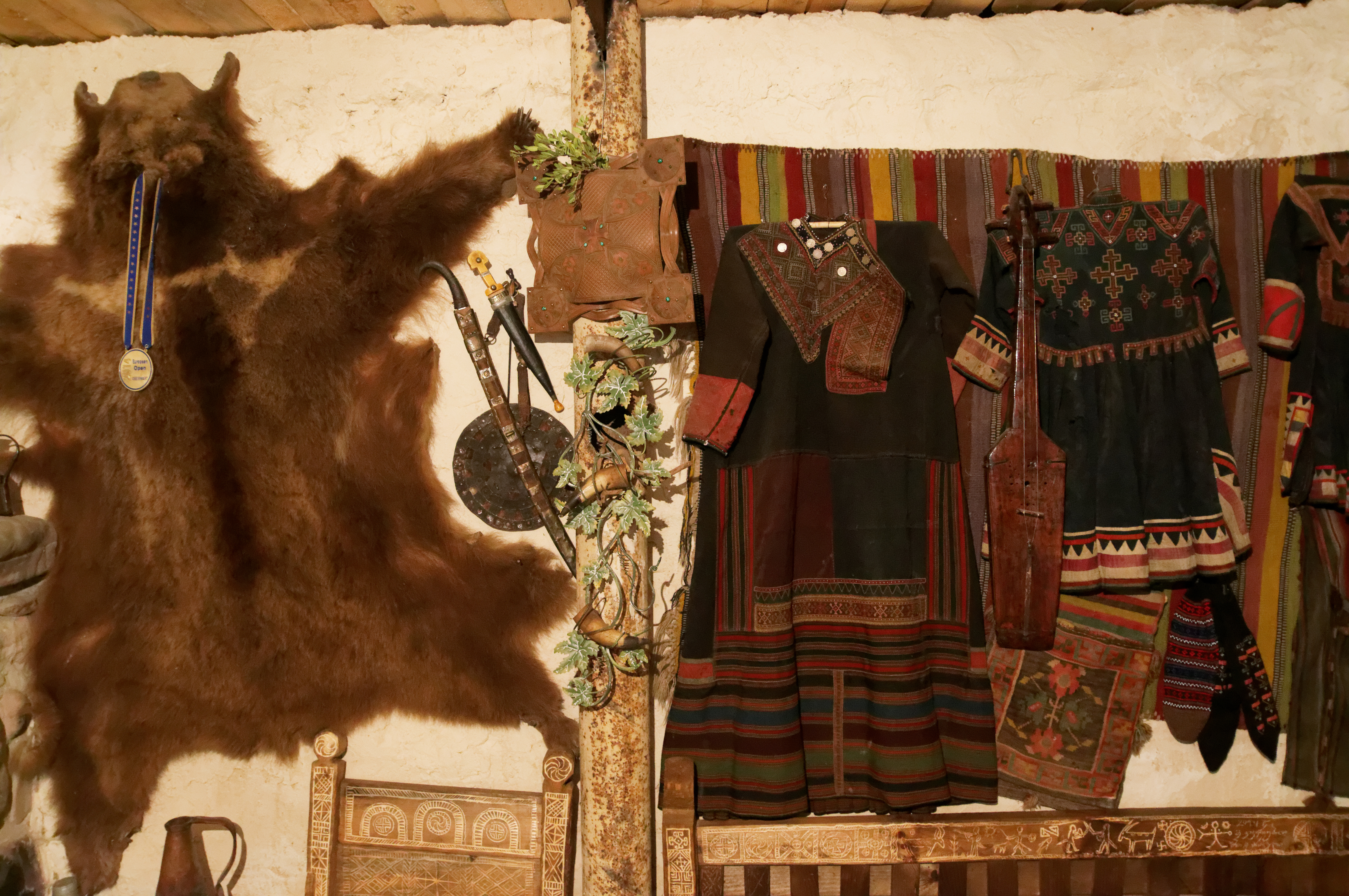

## Fordítás
- Ez a szócikk részben vagy egészben  a   Khevsourétie című francia Wikipédia-szócikk fordításán alapul.  Az eredeti cikk szerkesztőit annak laptörténete sorolja fel. Ez a jelzés csupán a megfogalmazás eredetét és a szerzői jogokat jelzi, nem szolgál a cikkben szereplő információk forrásmegjelöléseként.